# Gottlieben
Gottlieben – miejscowość i gmina (Politische Gemeinde) w północno-wschodniej Szwajcarii, w kantonie Turgowia, w okręgu (Bezirk) Kreuzlingen. Leży nad Renem. Zarówno pod względem powierzchni jak i liczby mieszkańców jest najmniejszą gminą kantonu.

## Demografia
W Gottlieben mieszka 337 osób. W 2021 roku 46% populacji gminy stanowiły osoby urodzone poza Szwajcarią. 